# ロサンゼルス郡都市圏交通局L線
ロサンゼルス郡都市圏交通局L線（L Line）は、アメリカ合衆国カリフォルニア州ロサンゼルス郡を走るライトレールである。ロサンゼルス郡都市圏交通局が運営する。ラインカラーは「ゴールド」。
2023年6月16日に7thストリート・メトロセンター駅～リトルトーキョー/アーツ・ディストリクト駅を結ぶロサンゼルス市内の地下線の開通によりA線、E線の一部となったため、L線の名称は消滅した。

## 概要
2003年にゴールドライン（Gold Line）として開業。軌間は1435mmで、架線集電方式で走っている。2009年11月15日には、新たにユニオン・ステーションから東に約10キロ延長し、リトル・トーキョー、ピコ、マリアッチ・プラザ、ソト、インディアナ、マラビーラ、イーストLAシビック・センター、アトランティックの8駅が開業した。2016年3月5日にはアズサまでの延伸が完成した。さらに東側のモントクレア方面への延伸を目指している。
2020年10月24日よりロサンゼルス市内の地下線建設に伴い、ユニオン駅～ピコ／アリソ駅間がバス代行となった。
2023年6月16日にロサンゼルス市内の地下線の開通により、A線とE線と線路がつながった。この日以降L線はリトルトーキョー/アーツ・ディストリクト駅で系統分割され、APU/シトラスカレッジ駅方面がA線に、アトランティック駅方面がE線に編入された。

## 車両
開業以来、日本車輌製P865/P2020形(1989-1994年製)、シーメンス製P2000形(1995-1999年製)、そしてアンサルドブレーダ(現・日立レールイタリア)製P2550形(2001-2005年製)の3型式で使用されてきた。年々延伸工事が進むにつれて車両不足が慢性したことにより、シーメンスP2000形とアンサルドブレーダP2550形を導入したが、当時のアンサルドブレーダ社側で納期遅延が度重なり、郡都市圏局側がこれ以上P2550形の導入をしない事を表明した。老朽化が進行した日本車輌P865形の引退とP2550形の代りに新車導入を余儀なくされた郡都市圏局側では、他の米都市(特にダラス市)で近畿車輛LRVを導入したのを見たことによりロサンゼルスでも近畿車輛LRVの製造・導入に踏み切った。それがP3010形である。P3010形では、当初からカリフォルニア州パームデール市に近車の連結会社であるKSインターナショナルINC工場を建設して同車を製造する計画だったが初期の2014年で諸事情によりパームデール市から待ったをかけられたことにより、車体鋼体を日本の徳庵工場で組み立てられてアメリカで最終組み立てをした方式が2年ほど続いた。2017年、KSインターナショナルINCパームデール工場が完成したことで組み立て艤装から全て同工場で行われるようになった。なお、このP3010形は2019年現在でも製造されている。結果同車の導入が進んだことで、LA初の日本製電車だったP865形は2018年9月をもって引退。1ユニットだけが動態保存のため鉄道公園へ輸送されている。

## 駅
| 駅                                        | 乗換 | 開業日         | 所在地               |
| ----------------------------------------- | --- | -------------- | -------------------- |
| APU/シトラスカレッジ駅                    | | 2016年3月5日   | アズサ               |
| アズサ・ダウンタウン駅                    | | 2016年3月5日   | アズサ               |
| アーウィンデール駅                        | | 2016年3月5日   | アーウィンデール     |
| ドゥアルテ/シティオブホープ駅             | | 2016年3月5日   | ドゥアルテ           |
| モンロビア駅                              | | 2016年3月5日   | モンロビア           |
| アルカディア駅                            | | 2016年3月5日   | アルカディア         |
| シエラマドレビラ駅                        | | 2003年7月26日  | パサデナ             |
| アレン駅                                  | | 2003年7月26日  | パサデナ             |
| レイク駅                                  | | 2003年7月26日  | パサデナ             |
| メモリアルパーク駅                        | メトロ・ラピッド: 762, 780 | 2003年7月26日  | パサデナ             |
| デルマー駅                                | メトロ・ラピッド: 762 | 2003年7月26日  | パサデナ             |
| フィルモア駅                              | | 2003年7月26日  | パサデナ             |
| ミッション駅                              | | 2003年7月26日  | サウス・パサデナ     |
| ハイランドパーク駅                        | | 2003年7月26日  | ロサンゼルス         |
| サウスウェストミュージアム駅              | | 2003年7月26日  | ロサンゼルス         |
| ハリテージスクエア/アロヨ駅               | | 2003年7月26日  | ロサンゼルス         |
| リンカーンヘイツ/シプレスパーク駅         | メトロ・ラピッド: 751 | 2003年7月26日  | ロサンゼルス         |
| チャイナタウン駅                          | | 2003年7月26日  | ロサンゼルス         |
| ユニオン駅                                | B線 D線 エイ・モンテバスウェイ メトロ・ラピッド: 704, 728, 740, 745, 770 Foothill Transit: シルバーストリーク アムトラック メトロリンク | 2003年7月26日  | ロサンゼルス         |
| リトルトーキョー/アーツ・ディストリクト駅 | メトロ・ラピッド: 730 | 2009年11月15日 | ロサンゼルス         |
| ピコ/アリソ駅                             | | 2009年11月15日 | ロサンゼルス         |
| マリエイチプラザ駅                        | | 2009年11月15日 | ロサンゼルス         |
| ソト駅                                    | メトロ・ラピッド: 751 | 2009年11月15日 | ロサンゼルス         |
| インディアナ駅                            | | 2009年11月15日 | ロサンゼルス         |
| マラビラ駅                                | | 2009年11月15日 | イーストロサンゼルス |
| イーストL.A.シビックセンター駅            | | 2009年11月15日 | イーストロサンゼルス |
| アトランティック駅                        | | 2009年11月15日 | イーストロサンゼルス |

## 路線図
2023年以降はA線